# Šimići
Šimići (en serbe cyrillique : Шимићи) est un village de Bosnie-Herzégovine. Il est situé sur le territoire de la ville de Banja Luka et dans la république serbe de Bosnie. Selon les premiers résultats du recensement bosnien de 2013, il compte 50 habitants.

## Géographie

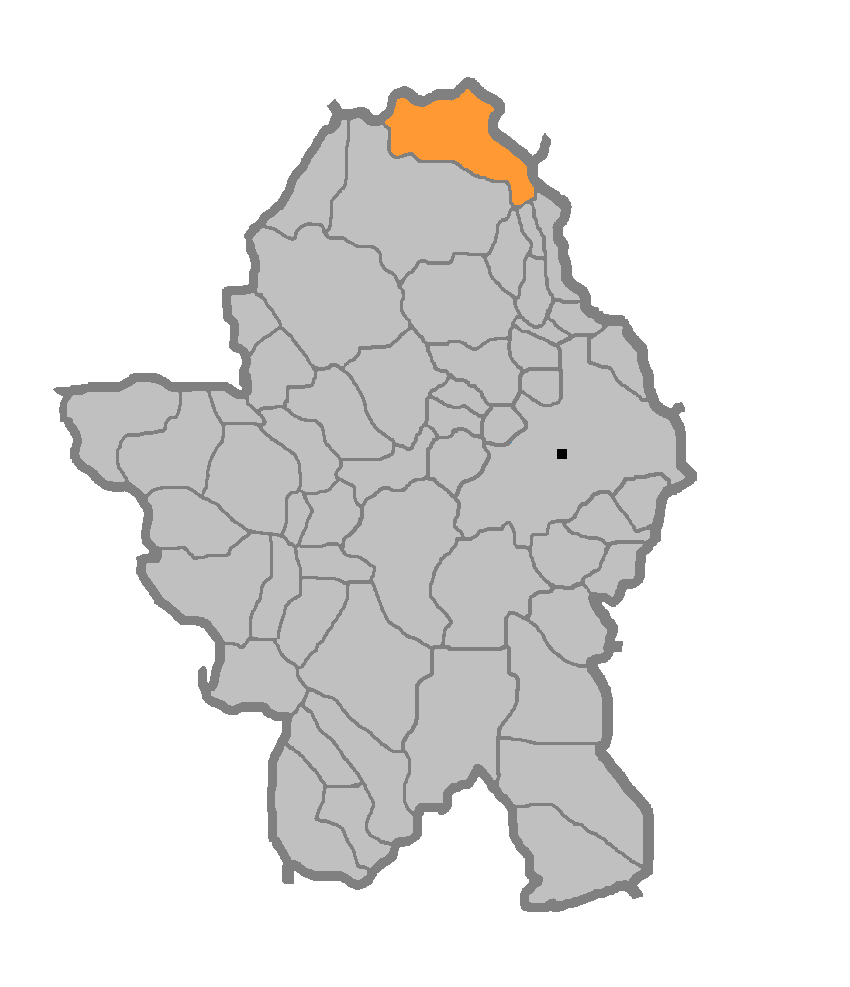
Localisation de la communauté locale de Šimići dans la ville de Banja Luka

## Démographie

### Évolution historique de la population dans la localité
| 1948 | 1953 | 1961  | 1971  | 1981  | 1991  | 2013 |
| ---- | ---- | ----- | ----- | ----- | ----- | ---- |
| -    | -    | 2 925 | 2 532 | 2 000 | 1 516 | 50   |

|  |